# Poivre et Sel
Poivre et Sel est une série comique québécoise en 129 épisodes de 25 minutes écrite par Gilles Richer et diffusée entre le 12 septembre 1983 et le 20 avril 1987 à la Télévision de Radio-Canada.

## Synopsis
« Hector et Marie-Rose sont deux septuagénaires qui, malgré la désapprobation de leurs enfants et petits-enfants, vivent leur amour au grand jour, ce qui entraîne une foule de quiproquos et de situations cocasses ». Par la suite, Hector et Marie-Rose voudront s'ouvrir un magasin de fleurs, qu'ils feront chez eux au début et ensuite sous la tutelle de Patrick St-Amand (Claude Michaud).
À un moment donné, Bertrand Séguin, le fils de Marie-Rose, et sa femme Gertrude déménageront à Québec à cause de la promotion de ce dernier. Alors, Hermance Potvin, la fille d'Hector et Arthur Leblanc, le propriétaire du duplex, iront vivre avec Marie-Rose et Hector avec leur bonne récemment engagée, Sylvie Labelle. De plus, Pierrot et son ami, Jean-Marie, vivront dorénavant en bas.

## Intrigue du téléroman
Le téléroman Poivre et Sel traite de différents thèmes qui feront évoluer les personnages dans les quatre années de sa diffusion. Pour ainsi dévoiler l'intrigue du téléroman, nous procéderons par thèmes.
La série aborde notamment le thème de l'amour de Marie-Rose Séguin et d'Hector Potvin. Or, le premier épisode nous présente ces deux septuagénaires qui souffrent d'une même maladie, l'ennui. Néanmoins, à l'aide de plusieurs situations cocasses et de quiprocos, ils viendront à former un couple uni et inséparable. Également, le fait que Marie-Rose et Hector vivront en dehors du mariage mènera à plusieurs histoires intéressantes concernant le mépris de Bertrand (fils de Marie-Rose) face à cette situation, le retour d'ex-conjoints, etc. Cet amour sera remis en question dans la seconde saison, ce qui mènera ce couple charmant à vouloir s'unir par le mariage, mais qui se désistera à la dernière minute. Néanmoins, l'amour de Marie-Rose et d'Hector sera présent jusqu'à la fin, lorsqu'ils déménagèrent pour tenir une auberge dans le Bas-St-Laurent.
Amateurs de fleurs, Marie-Rose et Hector chercheront à se trouver un emploi dans ce domaine. Sans succès, ils décident d'ouvrir leur propre magasin de fleur dans leur chambre, au grand dam de Bertrand et d'Arthur. Cependant, la faillite et les règlements municipaux les forceront à s'associer avec Patrick, un ami de longue date de Marie-Rose, afin de former leur propre petit commerce, Les Fleurs du Crépuscule. Par leur maladroitesse, ils finiront par faire survivre leur magasin jusqu'à la fin de la série, où Patrick se voit forcé de prendre sa retraite en raison de sa santé. Malgré tout, Marie-Rose et Hector auront la chance de se trouver un nouvel emploi dans le Bas-St-Laurent, dans une auberge.
Un autre thème abordé est celui de la reconquête de l'amour chez Gertrude et Bertrand. En fait, bien que Gertrude soit déterminée, elle n'arrive jamais à convaincre son mari Bertrand de lui affirmer son affection, soit en lui faisant l'amour. À un moment donné, Gertrude se découvre un prétendant lors d'une fin de semaine au nord de Montréal, ce qui rend Bertrand jaloux au point de vouloir divorcer. Étant avare de nature, Bertrand regrette sa décision, étant donné qu'il perdrait la moitié de ses biens. Néanmoins, lorsque Gertrude apprend cela, elle décide donc de poursuivre les procédures de divorce. Heureusement, Marie-Rose, Hector, Hermance et Arthur en viennent à le forcer à faire l'amour à sa femme pour la reconquérir, ce qu'il réussit. Enfin, Bertrand reçoit une promotion et part pour Québec, ce qui met fin à l'apparition de ce couple dans la série, après deux saisons.
Pierrot, le petit-fils subit aussi toute une évolution dans son caractère. Étant le principal allié de sa grand-mère Marie-Rose, ils s'entraident à faire progresser l'intrigue de la série. D'abord un jeune de 18 ans bien ordinaire, il découvre les plaisirs et les obstacles de la vie, tout en construisant sa confiance en soi tout au long de la série. Après avoir terminé le CÉGEP, Pierrot décide donc de continuer en service social à l'université, ce qu'il finit par abandonner en faveur d'une carrière en musique. Il déménagera dans l'appartement du bas avec un colocataire du nom de Jean-Marie Dufort. Il aura donc la chance d'avoir une nouvelle copine après chaque épisode. Finalement, il partira vers la fin de la série en direction des États-Unis, pour pouvoir percer sa carrière au niveau international.
Amoureusement, il en est de même. Au début, Pierrot est célibataire. Il rencontre donc sa première copine à l'âge de 18 ans, Micheline, où on le verra essayer de se cacher pour faire l'amour, pour ainsi éviter le chaperonnage de Bertrand. Éventuellement, il la laissera tomber pour sortir avec diverses filles. Éventuellement, il en aura une différente par épisodes, amenant du piquant dans les intrigues. Cependant, les auteurs n'ont pas tellement modifié cet aspect après la deuxième saison, jugeant qu'il était suffisant pour Pierrot d'avoir des relations différentes.
Hermance et Arthur, quant à eux, chercheront à bâtir leur couple. Se fréquentant d'abord de temps à autre, ils finiront par se marier, à la place d'Hector et de Marie-Rose. Néanmoins, ce couple est assez hétérogène, tant en âge qu'en idéologie, ce qui mène à des situations assez farfelues. Arthur, étant près de 20 ans plus âgée que son épouse qui en a près de 40 ans, ne désire pas d'enfants sous prétexte qu'il est trop vieux. Cependant, sa jeune femme en désire absolument un, si bien qu'Hector et Marie-Rose l'encourageront dans sa démarche. Éventuellement, elle tombera enceinte et après de longues discussions avec Arthur, il y aura consensus. Étonnamment, Hermance accouchera de jumeaux, Pierre-Hector et Marie-Sylvie. À la suite de cela, Arthur décidera d'aller élever ses enfants en banlieue, ce qui nous mène à la fin de la série.
D'autres personnages apparaîtront au cours de la série, soit Sylvie et Jean-Marie. Dans le cas de Sylvie, il s'agit d'une bonne dans la trentaine à très belle allure un peu naive et qui cause maintes gaffes autour de la maison. On la voit parfois dans des histoires d'amour ou en train d'essayer de s'imaginer une vie. Quant à Jean-Marie, il fait effet d'un petit garçon dans un corps d'homme. À son tour, il essaie lui aussi de se faire une vie, mais n'est souvent perçu comme une ombre à côté de Pierrot, son colocataire. Cependant, Sylvie et Jean-Marie tomberont subitement en amour l'un de l'autre, poussé l'un et l'autre par Hector et Marie-Rose. Ils finiront par se marier et déménageront pour se construire un bistro vers la fin de la série.

## Fiche technique
- Scénarisation : Madeleine Guérin, Gilles Richer et Gilles Latulippe
- Réalisation : Maurice Falardeau, Jean-Paul Leclerc, Claude Maher et Maude Martin
- Société de production : Société Radio-Canada

## Distribution
Personnages principaux
- Janine Sutto : Marie-Rose Séguin
- Gilles Latulippe : Hector Potvin

Autres membres de la famille Séguin-Potvin
- Denise Proulx : Gertrude Séguin (1983-85)
- Robert Rivard : Bertrand Séguin (1983-85)
- Yves Jacques : Pierrot Séguin
- Véronique Le Flaguais : Hermance Potvin
- Jean-Louis Paris : Arthur LeBlanc

Personnages secondaires notables
- Claude Michaud : Patrick St-Amand, le patron
- Yvon Thiboutot : le directeur
- Paul Berval : Joseph
- Louis De Santis : Rosario, agent d'assurance
- Yvan Ducharme : Sébastien
- Colette Courtois : Adrienne Vaillancourt
- Alpha Boucher : Robert Prefontaine
- Pascal Rollin : Marcel Prefontaine
- Marc Legault : joueur professionnel
- Julie Saint-Pierre : Micheline Langevin (1983-84)
- Edgar Fruitier : M. le curé
- Louise Latraverse : Danielle Ouipet (1984); ainsi que Sylvie Labelle, la bonne (1985-87)
- René Richard Cyr : Jean-Marie Lefort (1985-87)

## Personnages
- Marie-Rose Séguin. Marie-Rose est le personnage le plus important de la série, car la plupart des intrigues tournent autour d'elle. Elle est âgée d'environ 72 ans et habite depuis plusieurs années avec son fils, dans l'immeuble d'Arthur. Elle est la conjointe de fait d'Hector. Elle est généralement très libérale et très ouverte.
- Hector Potvin. Hector est l'amant de Marie-Rose, avec qui il adore vivre, bien qu'il aime beaucoup regarder les autres femmes, au grand dam de Marie-Rose. Contrairement à cette dernière, il a parfois l'esprit très tordu. Hector est un fan des manigances et des coups par en dessous, ce qui lui donne la réputation d'être un joueur de tour infaillible ou presque.
- Gertrude Séguin (Leblanc). Gertrude est une femme qui prend de la place, autant qu'elle soit volubile, en manque d'attention, brutale et corpulente. Elle adore manger. Toutefois, elle est un peu naïve, mais elle réussit quand même à tenir tête à son mari.
- Bertrand Séguin. Bertrand est le soutien de la famille. Il travaille comme gérant de banque et est très proche de ses sous. Bien qu'il soit parfois comique, il est la plupart du temps très conservateur et a l'esprit fermé, ce qui entraine souvent des querelles entre lui et sa mère Marie-Rose.
- Pierrot Séguin. Pierrôt est le jeune adulte typique d'une famille des années 1980. Bien que très ouvert et fort dans le domaine de l'écoute active, Pierrôt choisit plutôt une carrière dans la musique, où il excellera pendant les deux dernières années de la série.

### Arbre généalogique de la famille Séguin-Potvin
- Marie-Rose Séguin : Inconnu
  - Bertrand Séguin : Gertrude Leblanc
    - Pierrot Séguin
- Hector Potvin : Inconnue
  - Hermance Potvin : Arthur Leblanc
    - Pierre-Hector Leblanc (bébé ; avant-dernier épisode seulement)
    - Marie-Sylvie Leblanc (bébé ; avant-dernier épisode seulement)

### Arbre généalogique de la famille Leblanc
- Inconnu Leblanc : Inconnue
  - Arthur Leblanc : Hermance Potvin
    - Pierre-Hector Leblanc (bébé ; avant-dernier épisode seulement)
    - Marie-Sylvie Leblanc (bébé ; avant-dernier épisode seulement)

  - Gertrude Leblanc : Bertrand Séguin
    - Pierrot Séguin